# Synclysmus nigrocristatus
Synclysmus nigrocristatus là một loài bướm đêm trong họ Geometridae.